# Typ B (tramwaje w Monachium)
B – trzecia seria wagonów silnikowych systemu tramwajowego w Monachium. Cechowały się one konstrukcją zbliżoną do produkowanych od 1898 r. tramwajów typu A. W przeciwieństwie do typu A wagony typu B posiadały cztery okna i zaokrąglone ściany czołowe. Pierwszych pięć tramwajów podtypu oznaczonego jako B 1 dostarczono w 1908 r. W kolejnych latach dołączyły do nich jeszcze 44 tramwaje, które oznaczono jednak jako podtyp B 2.3, ponieważ posiadały one wózki Maximum zamiast wózków z osiami skrętnymi. W latach 1909–1910 wymontowano osie skrętne ze wszystkich wagonów serii B 1 i zastąpiono wózkami Maximum. Przebudowane wagony oznaczono jako podtyp B 1.3. W 1956 r. wszystkie wagony typu B wycofano z eksploatacji, nie zachowując żadnego do celów muzealnych.
Siedem doczep podtypu b 1.43 wyprodukowano na wzór doczep typu A 1.43 z wagonów tramwaju konnego. Niektóre dawne wagony tramwaju parowego zostały również przerobione na doczepy dla tramwaju elektrycznego. 20 doczep oznaczono jako podtyp b 2.44. Wszystkie zostały wycofane z ruchu między 1928 a 1938 rokiem.

## Historia

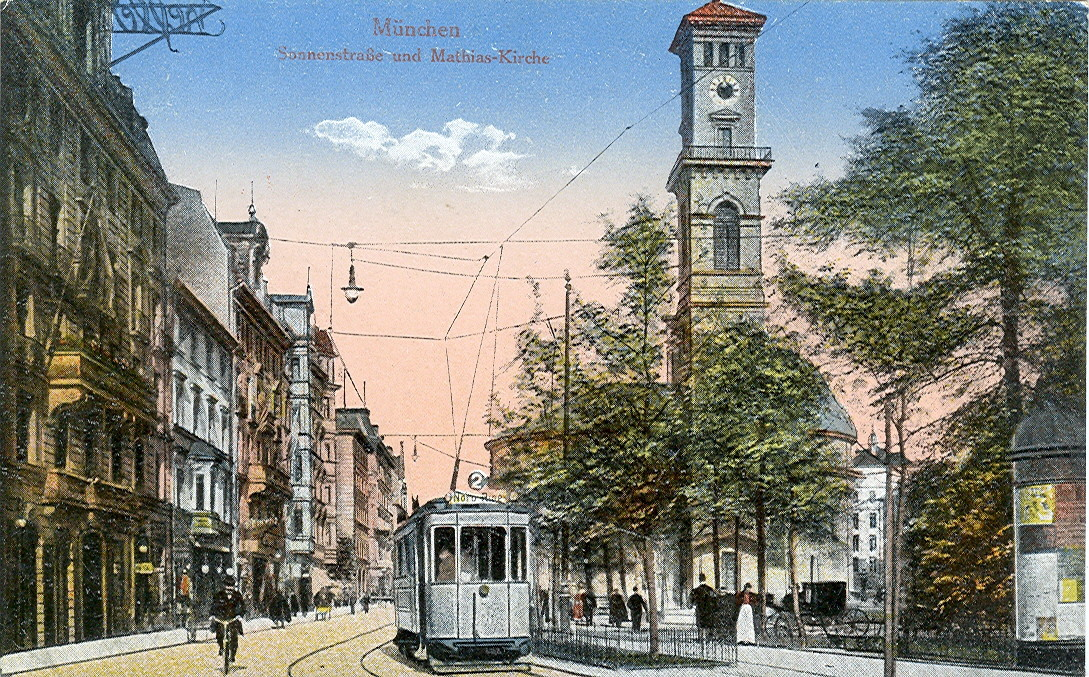
Tramwaj typu B na Sonnenstraße (ul. Słoneczna) przy starym kościele św. Mateusza

W ramach dalszej rozbudowy sieci tramwajowej Monachium przez Münchner Trambahn AG, oprócz serii Z i A, niezbędne były dodatkowe tramwaje. Münchner Trambahn AG zdecydowało się na zakup nowych wagonów, które konstrukcją przypominały serię A, ale różniły się od niej przede wszystkim mocniejszymi silnikami i osiami skrętnymi. Typ B miał również bardziej zaokrąglone nadwozie i biało-niebieski lakier, który był powszechny aż do serii R oraz serii metra A i B w Monachium. W 1908 roku Waggonfabrik Josef Rathgeber dostarczyła pierwszych pięć tramwajów, znanych jako podtyp B 1. W trakcie eksploatacji okazało się jednak, że osie skrętne nie nadają się do warunków monachijskich. Dlatego we wszystkich pięćciu wagonach podtypu B 1 usunięto osie skrętne i zastąpiono je wózkami typu Maximum, które sprawdziły się już w serii A. Przerobione tramwaje oznaczono jako podtyp B 1.3. Na życzenie Münchner Trambahn AG w kolejnych 44 wagonach podtypu B 2.3, także dostarczonych w 1908 r., fabrycznie zamontowano wózki Maximum.
Podobnie jak w przypadku serii A, doczepy typu b powstały z dawnych wagonów tramwajów konnych i parowych z powodu braku pieniędzy na fabrycznie nowy tabor. Siedem doczep oznaczonych b 1.43 powstało z wagonów konnych, które wyprodukowano w latach 1876–1895 w zakładach Henry Plas w Brukseli i w miejscowym Rathgeberze. Podtyp b 1.43 odróżnia się od podtypu a 1.43 nadwoziem wydłużonym o niecały metr. Doczepy otrzymały sprzęgi śrubowe, aby możliwe było ich połączenie z wagonami silnikowymi. Wagony podtypu b 1.43 powstały już w latach 1896–1904 i służyły przypuszczalnie jeszcze jako doczepy dla tramwajów typu A. W latach 1900–1901 wskutek przebudowy wagonów parowych (wyprodukowanych w Rathgeberze w latach 1883–1891) powstało 13 doczep oznaczonych jako podtyp b 2.44.
Wagony B na początku swojej eksploatacji kursowały przeważnie bez doczep. Eksploatowane były na linii okrężnej nr 2 (nie istnieje), linii nr 5 (nie istnieje) i linii nr 29 (dziś linia nr 19). W 1929 roku do otwartych platform wmontowano drzwi przesuwne, dzięki czemu nie było już możliwości wsiadania i wysiadania podczas jazdy. Pierwsze doczepy podtypu b 1.43 zostały wycofane w 1928 roku ze względu na zaawansowany wiek. Pojawiły się także nowe tramwaje serii C, E i F, które w razie potrzeby były łączone także z wagonami typu B. Ostatnie doczepy podtypu b 1.43 odstawiono w 1938 roku. 13 doczep podtypu b 2.44 wycofano w 1932 i 1938 roku. Podczas II wojny światowej 20 z 49 wagonów B zostało zniszczonych w wyniku nalotów bombowych. Wśród nich były dwie doczepy b 1.43 i 18 wagonów silnikowych podtypu B 2.3. Z pozostałych 28 wagonów monachijski przewoźnik zbudował 14 tzw. składów bliźniaczych, w których połączono ze sobą dwa wagony. Jednak, podobnie jak w przypadku serii A, przebudowa nie była zbyt udana. Dlatego w 1956 roku tramwaje wycofano z ruchu. Podwozie tramwajów podtypu B 2.3 częściowo wykorzystywano do skonstruowania podwozi tramwajów typu D. Zezłomowano wszystkie tramwaje typu B oraz podwozia wykorzystane w wagonach typu D.

## Konstrukcja
Wszystkie wagony serii B zostały zbudowane przez Rathgebera. Wagony podtypu B 1 początkowo posiadał osie skrętne produkcji firmy Böker. Ponieważ wózki Maximum zastosowane już w serii A okazały się lepsze, w wagonach podtypu B 1.3 w latach 1909–1910 zamontowano wózki tego typu. W pojazdach seryjnych podtypu B 2.3 fabrycznie zamontowano wózki Maximum. Zewnętrznie seria B różniła się od serii A bardziej zaokrąglonym nadwoziem i czterema zamiast sześciu oknami bocznymi. Pod względem mechanicznym wagony, z wyjątkiem mocniejszych silników, były identyczne. Obydwa silniki trakcyjne miały łączną moc 36 KM. Jednak od 1910 roku seria A otrzymała mocniejsze silniki o mocy 45 KM. Na drewnianych ławach zamontowanych prostopadle do kierunku jazdy znajdowały się 22 miejsca, drobne modyfikacje około 1915 r. pozwoliły zwiększyć liczbę miejsc do 24. W 1939 r. zlikwidowano dwa miejsca siedzące na korzyść miejsc stojących.
Siedem doczep podtypu b 1.43 powstało w 1896 roku z tramwajów konnych wyprodukowanych w Henry Plas w Brukseli i Rathgeberze. Remont odbył się w Rathgeberze. Przebudowane wagony były zamykane i posiadały sprzęg śrubowy, dzięki czemu można je było połączyć w skład z wagonami silnikowymi. Podobnie jak w wagonach podtypu a 1.43, także i w tych przebudowano wózki. W odróżnieniu od serii a, w której zachowano ramę oryginalnego wagonu tramwaju konnego, nadwozie wagonów typu b zostało wydłużone o około jeden metr. Doczepy miały 16 miejsc siedzących na drewnianych ławkach ustawionych prostopadle do kierunku jazdy. Doczepy posiadały 24 miejsca stojące, w 1915 r. ich liczba spadła o dwa miejsca. 13 doczep podtypu b 2.44 powstało w latach 1900–1901 wskutek przebudowy wagony kolei parowej zbudowane przez Rathgebera. Podobnie jak doczepy podtypu b 1.43, doczepy podtypu b 2.44 również miały zamknięte nadwozie i otrzymały sprzęg śrubowy. Wewnątrz znajdowało się 16 miejsc siedzących na drewnianych ławkach ustawionych prostopadle do kierunku jazdy. Było też 18 miejsc stojących, a od 1915 r. ich liczna zwiększyła się do 22.